# Войнич (град)
Вижте пояснителната страница за други значения на Войнич.
Во̀йнич (на полски: Wojnicz) е град в Южна Полша, Малополско войводство, Тарновски окръг. Административен център е на градско-селската Войничка община. Заема площ от 8,50 км2.

## География
Градът е разположен край левия бряг на река Венцкувка, ляв приток на Дунайец. Отстои на 71 км източно от войводския център Краков, на 12 км югозападно от Тарнов и на 53 км северно от Нови Сонч.

## История
Селището е споменато за пръв път в писмен документ от 1217 г. като център на кастелания. През 1278 г. вече е със статут на град и има Ноймарктско градско право. През 1381 г. крал Людвик Унгарски го дарява с Магдебургско градско право.

## Население
Към 1880 г. селището има 294 къщи, с 1 683 жители, от които 1 483 римокатолици и 200 евреи.
Според данни от полската Централна статистическа служба, към 1 януари 2014 г. населението на града възлиза на 3 406 души. Гъстотата е 401 души/км2.